# Lazisko
Lazisko (hongrois : Laziszkó) est un village de Slovaquie situé dans la région de Žilina.

## Histoire
La première mention écrite du village date de 1352.

## Démographie

### Évolution de la population
| Année:               | 1994. | 2004.   | 2014.   | 2024.   |
| -------------------- | ----- | ------- | ------- | ------- |
| Nombre de personnes: | 428   | 424     | 404     | 371     |
| Différence:          |       | -0,93 % | -4,71 % | -8,16 % |

| Année:               | 2023. | 2024.   |
| -------------------- | ----- | ------- |
| Nombre de personnes: | 365   | 371     |
| Différence:          |       | +1,64 % |